# 関西国際空港エネルギーセンター
関西国際空港エネルギーセンター（かんさいこくさいくうこうエネルギーセンター）は大阪府田尻町にある関西電力の火力発電所。

## 概要
1993年11月に1号機が運転を開始、2号機までが建設された。
旅客機用ジェットエンジンを元に作られた2基のガスタービンで、天然ガス（都市ガス）を燃焼して発電され、空港島内の変電所に送電される。灯油でも発電可能な設計にしており、エネルギーセンター内に7日間分の備蓄を確保している。また、発電時の排熱で蒸気を発生させ、空港内の冷暖房に使用されている（コジェネレーションの項参照）。
関西国際空港内に立地する。同空港で消費される電力は、関西国際空港連絡橋にある送電線と、同センターでの発電でまかなわれる。同センターでの発電能力で、通常時の空港での消費電力を十分カバーできるが、普段は空港島の全消費電力の約34%分の電力を供給している。
2023年12月、2026年3月31日をもって廃止される予定であると発表された。

## 発電設備
- 総出力：4万kW[2]

1号ガスタービン
発電方式：ガスタービン発電方式
定格出力：2万kW
使用燃料：都市ガス、灯油
営業運転開始：1993年（平成5年）11月
2号ガスタービン
発電方式：ガスタービン発電方式
定格出力：2万kW
使用燃料：都市ガス、灯油
営業運転開始：1993年（平成5年）11月